# Edith Suchodrew
Edith Suchodrew (* 5. September 1953 in Jewpatorija, UdSSR) ist eine deutsche bildende Künstlerin.

## Leben
Edith Suchodrew absolvierte 1971 Janis Rozentals Kunstschule an der Kunstakademie in Riga, studierte an der Lettischen Kunstakademie in Riga und erhielt 1981 ihr Abschlussdiplom im Fach „Grafik / Diplom Freie Bildende Kunst“. Bekannt wurde sie unter anderem durch ihre Porträts des Sammlerehepaares Irene und Peter Ludwig. Neben der Porträtmalerei umfasst ihr Schaffen auch Lithographien, Aquarelle, Grafik und Zeichnung, Seiden- und Porzellanmalerei, Ölgemälde sowie auch Holzschnitt und Radierungen. Seit Edith Suchodrew mit dem Computer vertraut wurde, arbeitet sie vermehrt mit dem Mitteln der Computergrafik und der Animation.
Seit dem Tod ihrer Mutter, Doris Suchodrew (17. Mai 2000 in Aachen), rezitiert die Künstlerin Edith Suchodrew ihre Gedichte.
Seit 1974 Beteiligung an mehr als 480 Ausstellungen und auch an 100 Einzelausstellungen weltweit. Ihr wurden 36 Auszeichnungen und Preise verliehen.
Edith Suchodrew ist Mitglied des International Association of Art (IAA) at UNESCO, sowie der Art Addiction Medial Art Association (AAMAA), des Künstlerverbandes der UdSSR und des Künstlerverbandes Lettlands. Seit 1991 lebt Edith Suchodrew in Aachen.